# Barniner See
Der Barniner See liegt in der Sternberger Seenlandschaft, im Landkreis Ludwigslust-Parchim in Westmecklenburg. Der See liegt etwas nordöstlich von Crivitz und gehört vollständig zum Gemeindegebiet Barnin. Er hat eine Länge von rund drei Kilometern und eine durchschnittliche Tiefe von 2,1 Metern. Der südliche Teil des Sees ist sehr schmal und bis zu 7,5 Meter tief, während der Nordteil sehr flach und breit ist. Das Ufer ist im Südteil steil und bewaldet, während der Nordteil flach ist und fließend in die umliegenden Wiesen und Weiden übergeht. In Barnin befindet sich am Seeufer ein Wasserwanderrastplatz, der als Ausgangspunkt für Wasserwanderungen auf der Warnow dient. Außer der Warnow hat der See von Süden noch den Amtsgraben als Zufluss. Dieser mündet vom Crivitzer See kommend in den See. Die Warnow als Abfluss liegt versteckt im Nordwesten des Sees.